# Freddy Mayala
Freddy Mayala, född 18 juni 2000, är en simmare från Kongo-Brazzaville.

## Karriär
Mayala skulle tävlat i både 50 och 100 meter frisim vid VM 2022 i Budapest, men startade inte i någon av grenarna. Vid VM 2023 i Fukuoka slutade han på 113:e plats på 50 meter frisim.  Mayala skulle tävlat i 100 meter frisim vid VM 2024 i Doha, men startade inte.
Mayala tävlade för Kongo-Brazzaville vid olympiska sommarspelen 2024 i Paris, där han blev utslagen i försöksheatet på 50 meter frisim och slutade på totalt 65:e plats. Mayala var även landets fanbärare tillsammans med Natacha Ngoye Akamabi vid invigningsceremonin.